# 葉舌無線鰨
葉舌無線鰨為輻鰭魚綱鰈形目鰨亞目舌鰨科的其中一種，為熱帶海水魚，分布於東大西洋茅利塔尼亞至安哥拉海域，棲息深度70-800公尺，體長可達11.2公分，棲息在泥底質大陸棚底層水域，生活習性不明。

## 扩展阅读
維基物種上的相關：葉舌無線鰨